# Anton Brinski
Anton Pietrowicz Brinski (ros. Антон Петрович Бринский, ur. 28 maja?/10 czerwca 1906 we wsi Andrijiwka w obwodzie chmielnickim, zm. 14 czerwca 1981 w mieście Gorki) – radziecki wojskowy, pułkownik, Bohater Związku Radzieckiego (1944).

## Życiorys
Urodził się w ukraińskiej rodzinie chłopskiej. Skończył 9 klas, leśną szkołę techniczną i w 1927 radziecką szkołę partyjną w Kamieńcu Podolskim, od 1927 należał do partii komunistycznej. Był sekretarzem rejonowego komitetu Komsomołu i przewodniczącym komitetu wykonawczego kamienieckiej rady rejonowej, od 1928 służył w Armii Czerwonej, 17 września 1939 brał udział w aneksji Zachodniej Ukrainy (agresji na Polskę).
Od czerwca 1941 uczestniczył w wojnie z Niemcami jako komisarz batalionu, który znalazł się w okrążeniu i podjął działalność partyzancką. Działał w obwodzie witebskim i mińskim, wykonał rajd na Ukrainę i nawiązał łączność z podziemiem komunistycznym w obwodzie wołyńskim i rówieńskim. Po zjednoczeniu z miejscowymi grupami partyzanckimi i działaczami podziemia, został zreorganizowany w brygadę partyzancką specjalnego przeznaczenia pod dowództwem Brinskiego, która przeprowadziła, według oficjalnych danych, ok. 5 tysięcy akcji przeciw Niemcom na terytorium okupowanej Białorusi, Ukrainy i Polski. Jako dowódca partyzancki miał stopień podpułkownika.
Po wojnie, w 1945 ukończył kursy „Wystrieł”, a w 1952 kursy dowódców dywizji, w 1954 został zwolniony do rezerwy w stopniu pułkownika. 7 października 1971 otrzymał honorowe obywatelstwo Łucka; 29 sierpnia 2018 pośmiertnie mu je odebrano. Jego imieniem nazwano ulicę i dziecięcy dom kultury w Niżnym Nowogrodzie, do 2011 jego imię nosiła również jedna z ulic w Łucku.

## Odznaczenia
- Złota Gwiazda Bohatera Związku Radzieckiego (4 lutego 1944)
- Order Lenina (trzykrotnie, w tym  20 stycznia 1943 i 4 lutego 1944)
- Order Czerwonego Sztandaru
- Order Czerwonej Gwiazdy

I medale.